# 分水镇 (汉川市)
分水镇，是中华人民共和国湖北省孝感市汉川市下辖的一个乡镇级行政单位。

## 行政区划
分水镇下辖以下地区：
七屋村、文昌阁社区、新农社区、双丰村、余台村、友好村、土地庙村、东岳庙村、罗丰村、播义村、协力村、勤劳村、桃元村、联合村、鲜鱼村、四屋村、新街村、同心村、前进村、淤州村、鸡公洲村、夹河村、周家桥村、华严寺村和歪亭阁村。